# Ritu Escocès Rectificat

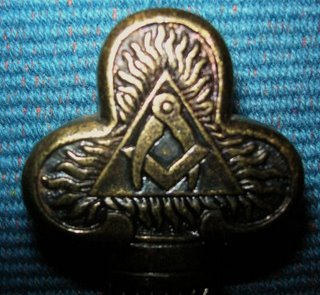
Símbols rectificats: Una de les potes del compàs sobre l'escaire i el Delta trinitari, tots dos sobre el pom trilobat de les espases "rectificades".

El Ritu Escocès Rectificat és un ritu maçònic exclusivament cristià i més precisament trinitari. La maçoneria rectificada es defineix al voltant del Ritu i Règim Escocès Rectificat. El Ritu és la pràctica dels rituals, mentre que el Règim és l'estructura que dona forma a aquesta pràctica ritual. Sense ser un ritu especialment nombrós, es practica comunament a Europa, Canadà, els Estats Units, i en molta menor mesura a l'Àfrica i Amèrica Llatina. Va ser gestat a França entre 1774 i 1782, per dos grups de maçons de Lyon i Estrasburg, entre els quals podem citar a Jean i Bernard de Türkheim i Rodolphe Saltzmann (Estrasburg), i sobretot per Jean-Baptiste Willermoz (Lyon 1730-1824), qui va ser la seva ànima pensant. L'arquitectura del règim va ser la seva obra, i a ell es deu la forma de la doctrina que aquest Ritu comporta.

## Orígens
Des del punt de vista formal, el Règim Escocès Rectificat té tres orígens: des del punt de vista espiritual, té dues fonts o inspiracions
Orígens formals. 
Pel que fa a l'estructura i simbolisme tant maçònic com cavalleresc, els tres orígens del règim són:
1. La Maçoneria francesa de l'època, amb la seva proliferació dels graus més diversos (Willermoz els coneixia tots i va practicar molts d'ells) i que una vegada depurada, seria estructurada cap 1786-1787 en un sistema que portaria més tard el nom de Ritu Francès, amb els seus tres graus i quatre ordres, sense oblidar que la combinació dels diversos graus constitueix el que s'ha anomenat el "escocisme".
2. El Sistema propi de Martínez de Pasqually, personatge enigmàtic encara inspirat, a qui tant Willermoz, com Louis Claude de Saint-Martin, van reconèixer sempre com al seu mestre. Aquest sistema va ser anomenat "l'Ordre dels Cavallers Maçons Elegits Coens de l'Univers".
3. L'Estricta Observança Templària, també dita "Maçoneria rectificada" o "Reformada de Dresde", sistema alemany en què l'aspecte cavalleresc prevalia absolutament sobre l'aspecte maçònic, i que pretenia ser, no ja l'hereva, sinó a més restaurar l'antiga Orde del Temple abolida el 1312.
Orígens espirituals. 
Les dues fonts espirituals són:
- La doctrina esotèrica de Martínez de Pasqually el contingut essencial versa sobre l'origen primer, la condició actual i el destí últim de l'home i de l'univers.
- La tradició cristiana indivisible, nodrida pels ensenyaments dels Pares de l'Església.

Des del punt de vista del Règim Escocès Rectificat, aquestes dues doctrines, no només no es contradiuen, sinó que es corroboren mútuament.

## La maçoneria rectificada i l'Orde del Temple
Segons les decisions adoptades en el Convent de les Galies (1778) i després confirmades pel Convent de Wilhelmsbad (1782), el Règim Escocès Rectificat-desmarcant així de l'Estricta Observança Templària-renúncia a una filiació històrica amb l'Orde del Temple. De qualsevol manera, conserva amb ella una filiació espiritual, il·lustrada per l'adopció, en aquest mateix Convent, de la denominació de la classe cavalleresca com "Cavaller Benefactor de la Ciutat Santa". Amb això feia referència als "pobres cavallers de Crist" fundadors de l'Orde del Temple, i no a l'Ordre rica i poderosa que els seus successors la van convertir al llarg del temps i fins a la seva dissolució.
Per la seva filiació espiritual, el Règim Escocès Rectificat reivindica, igual que l'Orde del Temple, la doble qualitat cavalleresca i religiosa. Aquesta doble qualitat, que apareix ja en filigrana al llarg dels graus maçònics i es confereix plenament per l'armament de Cavaller Benefactor de la Ciutat Santa, no és servir estrictament en el món dels segles XII o XVIII, sinó que és atemporal. Els mitjans per dur-la a terme romanen immutables, atès que consisteixen en la posada en pràctica quotidiana i universal de les virtuts teologals de la fe, l'esperança i la caritat. Això s'expressa en els deures imposats, no ja solament als Cavallers Benefactors de la Ciutat Santa, sinó també al maçó rectificat, des del mateix grau d'aprenent, com són la defensa de la santa religió cristiana i l'exercici de la beneficència cap tots els homes i en particular cap als més febles i desvalguts.

## Ortodòxia
Tots els textos proven una perfecta ortodòxia, que a la vista del conjunt de les diferents confessions cristianes existents, demostra que el Règim Rectificat, lluny de dividir els cristians els reuneix. Els seus rituals són exactament els mateixos en qualsevol lloc i idioma que es treballi, ja que no han estat canviats des de la seva fundació en el segle xviii.

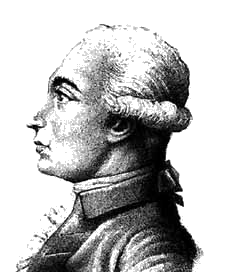
Louis Claude de Saint-Martin, el Filòsof desconegut (Amboise, 1743- Aulay, 1813).

Partint d'aquí, Willermoz ha donat al seu Sistema o Règim, una arquitectura concèntrica, organitzant en tres "classes" successives cada vegada més interiors de la mateixa manera que més secretes, sent desconeguda cada classe interior per la que li era exterior.
D'altra banda, ha dotat el recorregut iniciàtic desenvolupat de grau en grau, d'un ensenyament doctrinal progressivament més precís i explícit, gràcies a les "instruccions" que formen part integrant del ritual de cada grau.
Aquesta concepció del conjunt - arquitectura del Règim i doctrina - va ser oficialment aprovada en dues etapes. Primerament en l'àmbit francès, pel Convent de les Galies, tingut a Lyon (novembre-desembre de 1778) el qual va ratificar, entre d'altres, el "Codi maçònic de les Lògies reunides i rectificades" i el "Codi de l'Ordre dels Cavallers Benefactors de la Ciutat Santa", que constitueixen els textos constitucionals particulars encara en vigor en aquest Règim. Després en l'àmbit europeu, pel Convent de Wilhelmsbad, a Alemanya (agost-setembre de 1782), tingut sota la presidència del duc Ferdinand de Brunswick-Lunebourg i del príncep Charles de Hesse, en aquell temps principals dirigents de l'Estricta Observança Templària, que es van adherir al que en aquesta època es va venir a anomenar la "Reforma de Lyon".

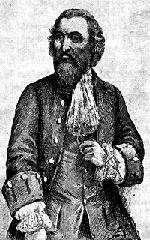

## Estructura
El Règim Escocès Rectificat està estructurat a partir de tres classes: dues ostensibles i una "secreta". La primera és la classe simbòlica o Orde maçònica, en la qual es confereix i porta a terme la iniciació maçònica. La segona és l'Orde Interior, que és un Orde de cavalleria cristià de cap manera assimilable, ni a un sistema d'alts graus, ni als graus filosòfics. L'última classe és la Professió.
Ordre maçònica. 
Estructurada en Lògies de Sant Joan i Lògies de Sant Andreu.
- Lògies blaves de Sant Joan
  - 1r Aprenent
  - 2n Company
  - 3r Mestre

- Lògies verdes de Sant Andreu
  - 4t Mestre Escocès de Sant Andreu

Ordre Interior. 
Estructurada a partir de Prefectures i Encomanes
- Escuder Novici (no és pròpiament un grau)
- Cavaller Benefactor de la Ciutat Santa

Professió. 
Al segle xviii, existia a més una "classe secreta", la de la Professió. Els Cavallers que la componien es dividien en dues categories: els Professos i els Grans Professos, reunits en un Col·legi metropolità. Aquests, encara que compromesos de manera total amb l'Ordre, no exercien, com a components d'aquesta "classe secreta", funció de responsabilitat o direcció administrativa, ja que aquestes últimes eren competència únicament de l'Ordre Interior, els Professos i Grans Professos es dedicaven, mitjançant l'estudi i la meditació, a aprofundir en la doctrina exposada en els textos ("instruccions secretes") conservats pel Col·legi metropolità, estant encarregats de vivificar l'Ordre, tant pels seus coneixements com pel seu exemple de vida. Aquesta classe pel que sembla ha desaparegut, o si de cas existeix, prossegueix, com d'altra banda ho feia en el seu origen, amb una existència molt discreta.

Els diversos nivells de què es compon l'estructura del Règim Escocès Rectificat, són coherents des del primer a l'últim, encaixant cada grau l'un a l'altre i rebent el recipiendari una explicació progressiva del grau anterior però des de la perspectiva actual aconseguida. Aquest sistema Maçònic progressiu, no és l'únic concebut així. A més del Ritu Escocès Primitiu practicat a França, les Grans Lògies escandinaves (Suècia, Noruega, Dinamarca, Finlàndia, Islàndia i fins i tot Rússia) practicants del Ritu Suec, així com la Grosse Landesloge der Freimaurer von Deutschland, que practica el Ritu Zinnendorf, versió alemanya del Ritu Suec, tenen una estructura similar-que no igual-a l'Escocès Rectificat, és a dir, un sistema en deu graus, més un grau molt exclusiu, l'11è (denominat Cavaller Comendador de la Creu Roja), estructurats també en Lògies de Sant Joan, Lògies de Sant Andreu i Capítols. Per la seva similitud, el Règim Escocès Rectificat conserva amb ells drets de visita, tots Sistemes Maçònics reservats exclusivament a cristians. 

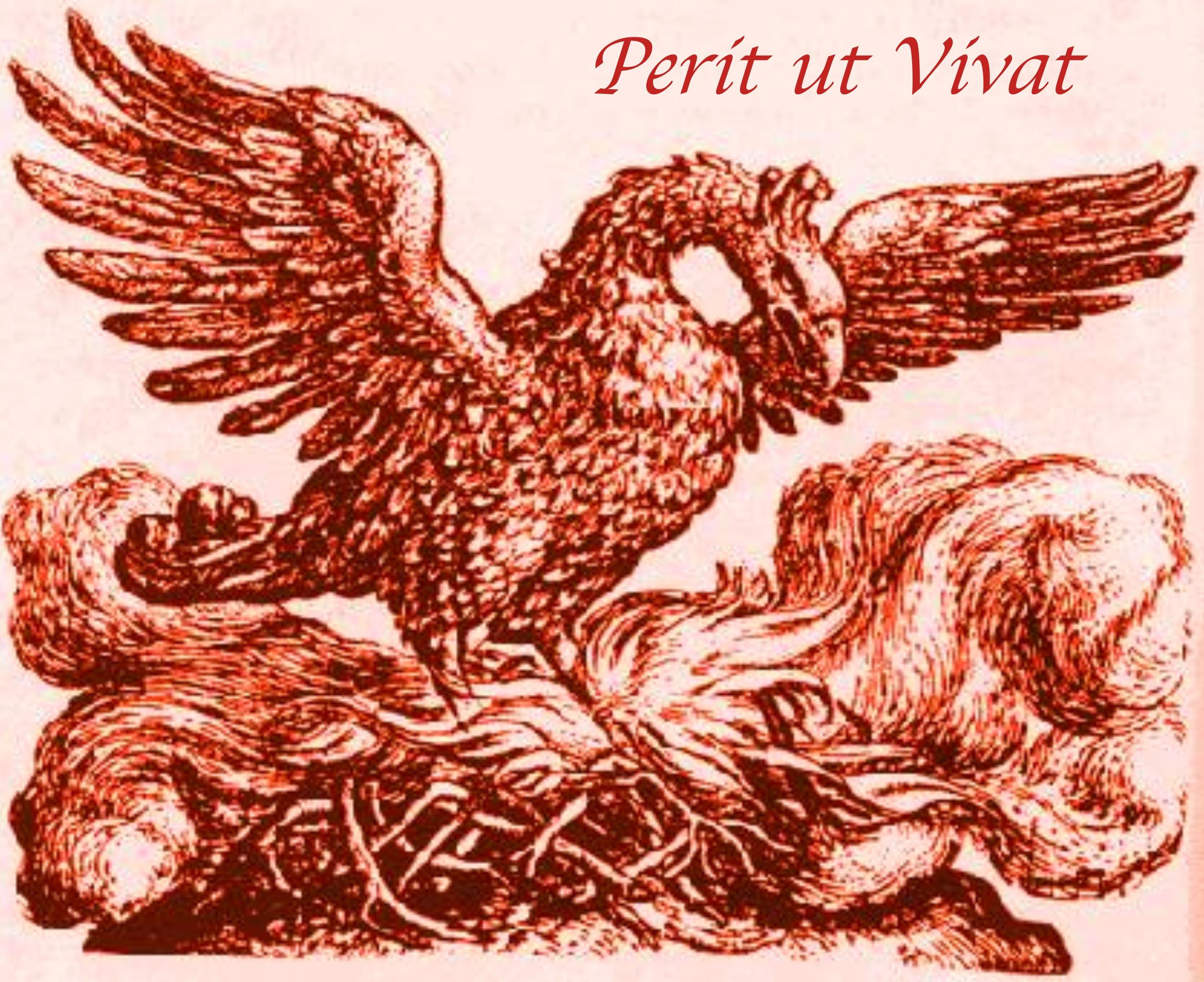
El Fènix i el lema Perit ut Vivat, " morir per viure ", símbols fonamentals del Ritu Escocès Rectificat.

Aquesta exclusivitat, que pogués arribar a sorprendre avui en dia, no fa més de respectar la més estricta Tradició Maçònica -cristiana en el seu origen i en la pràctica de la seva simbologia-, ja que fins a la mateixa maçoneria anglosaxona va estar dividida de 1753-1813 en dues Grans Lògies, la dels Antics i els Moderns. Enfrontades a causa de la descristianització duta a terme en els rituals pels Moderns, aquests van acabar imposant les seves tesis, encara que conservant l'exigència de creure en un Déu revelat, base fonamental de la maçoneria regular internacional actual. D'altra banda, l'exigència de la condició de cristià per a poder pertànyer a la Maçoneria Rectificada, permet a les seves lògies la convivència fraternal de catòlics romans, catòlics maronites, cristians ortodoxos, anglicans i protestants de diverses branques; treballant tots junts, fortificant el que els uneix i suavitzant el que els separa.

## Fins
El Règim Escocès Rectificat té per finalitat mantenir i fortificar, no solament en l'Ordre Interior, sinó també en les Lògies maçòniques, els principis sobre els quals se sustenta, que són:
* La fidelitat a la religió cristiana, fonamentada en la fe en la Santa Trinitat.
* L'adhesió als principis i tradicions, tant maçòniques com cavalleresques, del Règim, que es tradueixen en aprofundir en la fe cristiana i en l'estudi de la doctrina esotèrica cristiana, ensenyada a l'Ordre.
* El perfeccionament d'un mateix per la pràctica de les virtuts cristianes per tal de vèncer les passions, corregir els defectes i progressar per la via de la realització espiritual.
* La dedicació a la pàtria i al servei dels altres.
* La pràctica constant d'una beneficència activa i aclarida cap a tots els homes, sigui quina sigui la seva raça, nacionalitat, situació, religió i les seves opinions polítiques o filosòfiques.
En definitiva, com ha estat dit, la realització espiritual que el Règim Escocès Rectificat proposa com a objectiu als seus membres, proporcionant els mitjans per aconseguir-ho, és la de tornar a ser homes veritables, temples de Déu, Un en tres Persones.